# Jan Commelijn
Pour les articles homonymes, voir Commelinus.

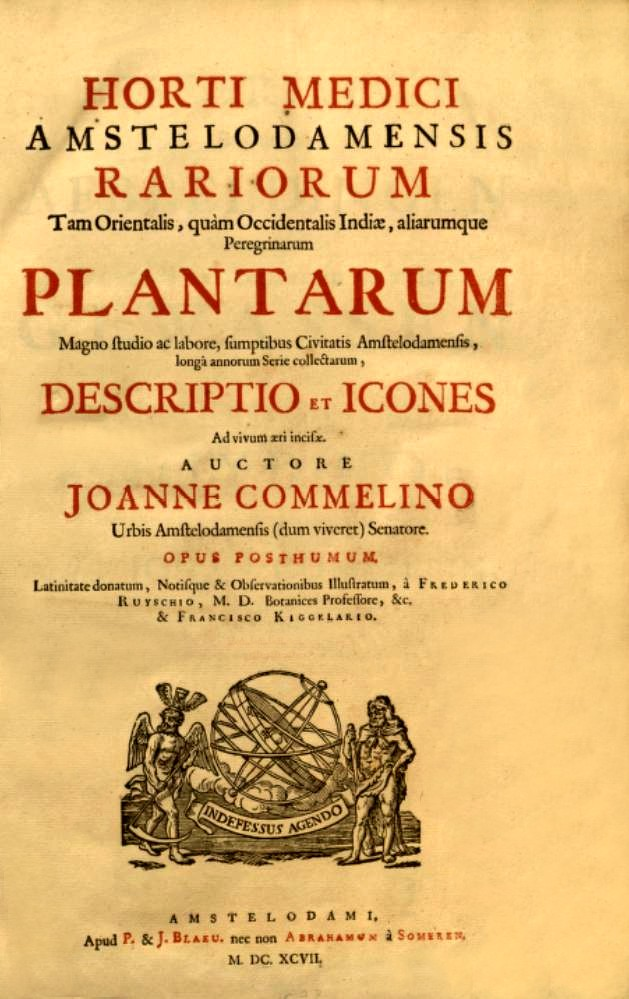
Page de titre de la « Description des plantes médicinales » (Amsterdam, 1697).

Jan Commelijn (ou Commelin ou Johannes Commelinus) est un botaniste hollandais, né à Leyde le 23 avril 1629, mort le 19 janvier 1692 à Amsterdam.

## Biographie
Fils de l'historien Isaac Commelin, il fut d'abord professeur de botanique et joua un rôle d'expert auprès de la Compagnie néerlandaise des Indes orientales lorsqu'il fallut classer les nouvelles plantes que les navires rapportaient de la colonie du Cap et de Ceylan. Conseiller municipal d'Amsterdam, il convainquit le bourgmestre Johan Huydecoper van Maarsseveen de développer le jardin botanique de la ville, le Hortus Medicus qui devait devenir le Hortus Botanicus. Dans sa ferme près de Haarlem, appelée Zuyderhout, il cultivait des plantes exotiques et gagna une fortune en vendant le produit de ces cultures aux apothicaires et aux hôpitaux des Provinces-Unies.

## Publications
On a de lui : 
- Nederlantze Hesperides (Les Hespérides des Pays-Bas), 1676 ;
- Catalogus plantarum indigenarum Hollandiae, 1683 ;
- Horti medici Amstelodamensis rariorum… plantarum… descriptio et icones… , 1697. Cet ouvrage posthume, consacré essentiellement aux plantes d'Amérique et des Indes, fut parachevé par Frederik Ruysch et Caspar Commelin (1667-1734), neveu de Jan, et illustré par Jan Moninckx et sa fille Maria.

Il traduisit et publia La Manière de cultiver les arbres fruitiers de Antoine Legendre : Oeffening van Vrugt-Boomen.

## Source
Cet article comprend des extraits du Dictionnaire Bouillet. Il est possible de supprimer cette indication, si le texte reflète le savoir actuel sur ce thème, si les sources sont citées, s'il satisfait aux exigences linguistiques actuelles et s'il ne contient pas de propos qui vont à l'encontre des règles de neutralité de Wikipédia.